# Wincenty Pol
Wincenty Pol, nato Wincenty Ferreriusz Jakub Pol (Lublino, 20 aprile 1807 – Cracovia, 2 dicembre 1872), è stato un poeta e geografo polacco esponente del Romanticismo polacco.
Nato a Lublino, nella Galizia, da padre tedesco e madre di origini francesi, nel 1830 prese parte alla Rivolta di Novembre, unendosi alle truppe di Piotr Wysocki, per combattere lo zar di Russia e, nel 1848 in Austria, alla rivolta contro gli Asburgo. Prima di prender parte a queste battaglie, che ha poi cantato come gli antichi poeti greci nelle sue opere, fu un giovane irrequieto con poche nozioni di Geografia che però amava viaggiare. Al contrario di tanti altri intellettuali romantici, infatti, la passione per la Letteratura era stata a lunga secondaria: scoprì il proprio talento solo scrivendo resoconti dei viaggi. Eppure, non ha mai fatto un grand tour: molti suoi contemporanei furono stupiti delle sue descrizioni, che rendevano la Polonia, la propria Patria, esotica come Italia, Paesi Bassi, Francia o Grecia.

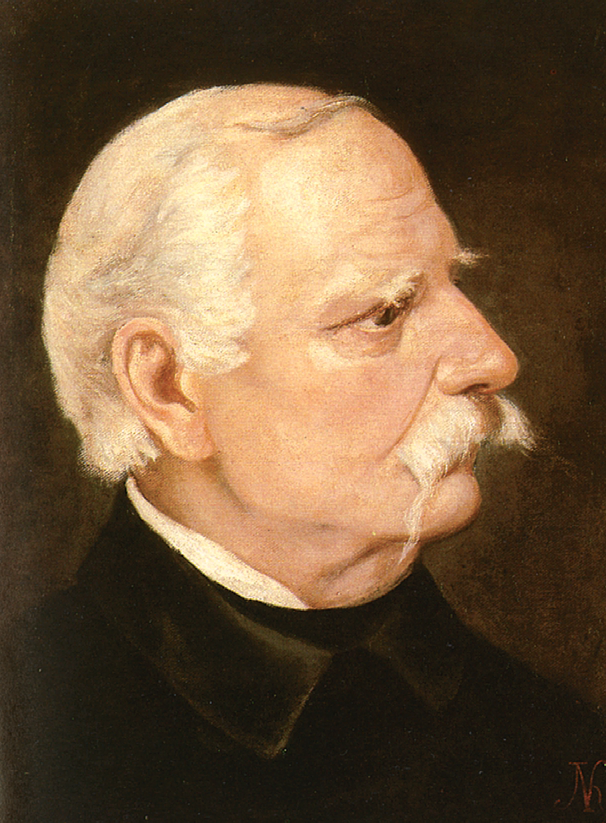

Nel 1849 divenne professore presso l'Università Jagellonica di Cracovia. Nel corso degli anni, la sua influenza all'interno dell'istituzione universitaria divenne tale che, quando il giornalista Bolesław Prus - futuro grande scrittore di Prosa - scrisse un articolo contro di lui, subito tutto il mondo accademico chiese al giovane impertinente di ritirarlo. Alla base dell'articolo stava l'idea che Pol aveva della Poesia: come Novalis, infatti, riteneva che tutto era Poesia e, dato che ogni cosa era riconducibile all'essenza poetica, la Prosa altro non era che una rozza imitazione. Inoltre, Pol credeva fermamente, come Schiller, che l'aggettivo romantik (Tedesco: romantico) era strettamente legato al termine poetico, quasi fossero sinonimi: infatti, molti intellettuali romantici tedeschi si erano impegnati ad allargare il valore semantico del vocabolo. Pol era il sostenitore polacco più noto di questa teoria e, sentendosi offeso dal giovane Prus, cercò per tutta la vita di ostacolarlo con lezioni contro il romanzo, tuttavia così finendo per autodanneggiarsi, dato che molti tra i romantici (per esempio Goethe e Manzoni) si erano espressi anche in Prosa.
Nel 1854 pubblicò il poema epico Mohort, ambientato al tempo del Re Stanislao II, che oggi è considerato un'importante parte della Letteratura polacca. Tuttavia, i meriti maggiori di Pol sono stati l'aver introdotto in Polonia il termine Kresy e l'aver preso parte attivamente all'estensione del valore semantico di romantik. Per questo è stato seppellito nella cripta della chiesa di San Michele Arcangelo e San Stanislao (Skałka) di Cracovia, dove oggi riposa con altri grandi intellettuali polacchi suoi contemporanei e non: il Premio Nobel per la Letteratura Czesław Miłosz, Ludwik Solski, Stanisław Wyspiański, Adam Asnyk, Józef Ignacy Kraszewski e Lucjan Siemieński.